# Clearmont (Wyoming)
Clearmont – miasto w Stanach Zjednoczonych, w stanie Wyoming, w hrabstwie Sheridan.